# هاري سكينر
هاري سكينر (بالإنجليزية: Harry Skinner)‏ هو محامي وسياسي أمريكي، ولد في 25 مايو 1855، وتوفي في 19 مايو 1929. حزبياً، نشط في حزب الشعب. وقد انتخب عضو مجلس النواب الأمريكي.